# Championnat de Corée du Sud de football 1996
Navigation
Saison précédente Saison suivante
La saison 1996 du Championnat de Corée du Sud de football était la 14e édition de la première division sud-coréenne à poule unique, la K-League. Neuf clubs prennent part au championnat qui est organisé en plusieurs phases. La première est disputée à la façon des championnats sud-américains, avec deux tournois distincts, disputés en matchs aller et retour, qui offre une place pour la finale nationale à chacun de ses vainqueurs. La finale est quant à elle disputée en matchs aller et retour. Il n'y a pas de relégation en fin de saison, au vu du faible nombre d'équipes engagées dans la compétition.
C'est le club de Hyundai Horang-i qui remporte la compétition cette saison en battant en finale le club de Suwon Samsung Bluewings. C'est le tout premier titre de l'histoire du club.

## Les 9 clubs participants
| - Bucheon Yukong - Busan Daewoo Royals - Hyundai Horang-i - Pohang Atoms - Suwon Samsung Bluewings - Nouveau club en K-League | - Anyang LG Cheetahs - Cheonan Ilhwa Chunma - Chonbuk Dinos - Chunnam Dragons |

## Compétition
Le barème de points servant à établir le classement se décompose ainsi :
- Victoire : 2 points
- Match nul : 1 points
- Défaite : 0 point

### Première phase
| Rang | Équipe                  | Pts | J  | G  | N | P | Bp | Bc | Diff |
| ---- | ----------------------- | --- | -- | -- | - | - | -- | -- | ---- |
| 1    | Ulsan Hyundai Horang-i  | 36  | 16 | 11 | 3 | 2 | 32 | 17 | +15  |
| 2    | Pohang Atoms            | 35  | 16 | 10 | 5 | 1 | 24 | 12 | +12  |
| 3    | Suwon Samsung Bluewings | 30  | 16 | 9  | 3 | 4 | 28 | 18 | +10  |
| 4    | Bucheon Yukong          | 20  | 16 | 5  | 5 | 6 | 28 | 29 | -1   |
| 5    | Chonbuk Dinos           | 19  | 16 | 5  | 4 | 7 | 21 | 25 | -4   |
| 6    | Chunnam Dragons         | 18  | 16 | 5  | 3 | 8 | 18 | 29 | -11  |
| 7    | Busan Daewoo Royals     | 15  | 16 | 4  | 3 | 9 | 23 | 28 | -5   |
| 8    | Anyang LG Cheetahs      | 15  | 16 | 4  | 3 | 9 | 21 | 28 | -7   |
| 9    | Cheonan Ilhwa Chunma T  | 11  | 16 | 2  | 5 | 9 | 17 | 26 | -9   |

|  | Qualification pour la finale nationale |
|  | T Tenant du titre                      |

### Deuxième phase
| Rang | Équipe                  | Pts | J  | G | N | P  | Bp | Bc | Diff |
| ---- | ----------------------- | --- | -- | - | - | -- | -- | -- | ---- |
| 1    | Suwon Samsung Bluewings | 33  | 16 | 9 | 6 | 1  | 29 | 15 | +14  |
| 2    | Bucheon Yukong          | 28  | 16 | 8 | 4 | 4  | 27 | 22 | +5   |
| 3    | Pohang Atoms            | 26  | 16 | 7 | 5 | 4  | 30 | 26 | +4   |
| 4    | Busan Daewoo Royals     | 21  | 16 | 5 | 6 | 5  | 22 | 23 | -1   |
| 5    | Cheonan Ilhwa Chunma T  | 21  | 16 | 6 | 3 | 7  | 35 | 37 | -2   |
| 6    | Chunnam Dragons         | 18  | 16 | 4 | 6 | 6  | 22 | 24 | -2   |
| 7    | Chonbuk Dinos           | 18  | 16 | 5 | 3 | 8  | 20 | 24 | -4   |
| 8    | Anyang LG Cheetahs      | 17  | 16 | 4 | 5 | 7  | 23 | 28 | -5   |
| 9    | Ulsan Hyundai Horang-i  | 15  | 16 | 5 | 0 | 11 | 28 | 37 | -9   |

|  | Qualification pour la finale nationale |
|  | T Tenant du titre                      |

### Finale nationale
| 11 novembre 1996 | Ulsan Hyundai Horang-i | 0 - 1 | Suwon Samsung Bluewings | Ulsan Sports Complex, Ulsan |
|                  |                        |       | Cho Youn-doo 21e        |                             |

| 16 novembre 1996 | Suwon Samsung Bluewings | 1 - 3 | Ulsan Hyundai Horang-i                                     | Suwon Civil Stadium, Suwon |  |
|                  | Lee Ki-geun 47e         |       | Kim Hyun-seok 31e · Yoo Sang-chul 61e · Hwang Seung-ju 80e |                            |  |

Le club de Ulsan Hyundai Horang-i se qualifie pour la Coupe d'Asie des clubs champions 1997-1998.

## Bilan de la saison
| Championnat de Corée du Sud de football 1996 |                                    |
| Champion                                     | Ulsan Hyundai Horang-i (1er titre) |
| Coupes et trophées                           |                                    |
| Vainqueur de la Coupe de Corée du Sud 1996   | Pohang Steelers                    |
| Qualifications continentales                 |                                    |
| Coupe d'Asie des clubs champions 1997-1998   | Ulsan Hyundai Horang-i             |
| Coupe d'Asie des clubs champions 1997-1998   | Pohang Steelers (tenant)           |
| Coupe des Coupes 1997-1998                   | Suwon Samsung Bluewings            |
| Promotions et relégations                    |                                    |
| Promus en K-League                           | Aucun                              |
| Relégués en K2-League                        | Aucun                              |